# Ministrowie środowiska (Polska)
Poniższa tabela przedstawia kierowników Ministerstwa Środowiska i jednostek administracji będących jego prawnymi następcami.

## Lista ministrów
| Lp.                                                                      | Zdjęcie                              | Imię i nazwisko (partia polityczna)            | Objęcie urzędu | Złożenie urzędu | Długość urzędowania | Rząd                               |
| ------------------------------------------------------------------------ | ------------------------------------ | ---------------------------------------------- | -------------- | --------------- | ------------------- | ---------------------------------- |
| Minister Gospodarki Terenowej i Ochrony Środowiska                       |                                      |                                                |                |                 |                     |                                    |
| 1.                                                                       |                                      | Jerzy Kusiak (PZPR) (ur. 1921, zm. 2013)       | 29 III 1972    | 28 V 1975       | 1155 dni            | Pierwszy rząd Piotra Jaroszewicza  |
| Minister Administracji, Gospodarki Terenowej i Ochrony Środowiska        |                                      |                                                |                |                 |                     | Pierwszy rząd Piotra Jaroszewicza  |
| 2.                                                                       |                                      | Tadeusz Bejm (PZPR) (ur. 1929, zm. 1988)       | 28 V 1975      | 27 III 1976     | 304 dni             | Pierwszy rząd Piotra Jaroszewicza  |
| 3.                                                                       |                                      | Emil Wojtaszek (PZPR) (ur. 1927, zm. 2017)     | 27 III 1976    | 2 XII 1976      | 250 dni             | Drugi rząd Piotra Jaroszewicza     |
| 4.                                                                       |                                      | Maria Milczarek (PZPR) (ur. 1929, zm. 2011)    | 2 XII 1976     | 8 II 1979       | 798 dni             | Drugi rząd Piotra Jaroszewicza     |
| 5.                                                                       |                                      | Józef Kępa (PZPR) (ur. 1928, zm. 1998)         | 8 II 1979      | 31 VII 1981     | 904 dni             | Drugi rząd Piotra Jaroszewicza     |
| 5.                                                                       | Rząd Edwarda Babiucha                | Józef Kępa (PZPR) (ur. 1928, zm. 1998)         | 8 II 1979      | 31 VII 1981     | 904 dni             |                                    |
| 5.                                                                       | Rząd Józefa Pińkowskiego             | Józef Kępa (PZPR) (ur. 1928, zm. 1998)         | 8 II 1979      | 31 VII 1981     | 904 dni             |                                    |
| 5.                                                                       | Rząd Wojciecha Jaruzelskiego         | Józef Kępa (PZPR) (ur. 1928, zm. 1998)         | 8 II 1979      | 31 VII 1981     | 904 dni             |                                    |
| 6.                                                                       |                                      | Tadeusz Hupałowski (PZPR) (ur. 1922, zm. 1999) | 31 VII 1981    | 23 III 1983     | 600 dni             | Rząd Wojciecha Jaruzelskiego       |
| 7.                                                                       |                                      | Włodzimierz Oliwa (PZPR) (ur. 1924, zm. 1989)  | 23 III 1983    | 1 VIII 1983     | 131 dni             | Rząd Wojciecha Jaruzelskiego       |
| Minister-Kierownik Urzędu Ochrony Środowiska i Gospodarki Wodnej         |                                      |                                                |                |                 |                     | Rząd Wojciecha Jaruzelskiego       |
| 8.                                                                       |                                      | Stefan Jarzębski (ur. 1917, zm. 2008)          | 22 XI 1983     | 12 XI 1985      | 721 dni             | Rząd Wojciecha Jaruzelskiego       |
| Minister Ochrony Środowiska i Zasobów Naturalnych                        |                                      |                                                |                |                 |                     |                                    |
| 8.                                                                       |                                      | Stefan Jarzębski (ur. 1917, zm. 2008)          | 12 XI 1985     | 24 X 1987       | 711 dni             | Rząd Zbigniewa Messnera            |
| 9.                                                                       |                                      | Waldemar Michna (ZSL) (ur. 1929, zm. 2013)     | 24 X 1987      | 14 X 1988       | 356 dni             | Rząd Zbigniewa Messnera            |
| 10.                                                                      |                                      | Józef Kozioł (ZSL) (ur. 1939, zm. 2023)        | 14 X 1988      | 12 IX 1989      | 333 dni             | Rząd Mieczysława Rakowskiego       |
| Minister Ochrony Środowiska, Zasobów Naturalnych i Leśnictwa od 1 I 1990 |                                      |                                                |                |                 |                     |                                    |
| 11.                                                                      |                                      | Bronisław Kamiński (PSL) (ur. 1940, zm. 2017)  | 12 IX 1989     | 12 I 1991       | 487 dni             | Rząd Tadeusza Mazowieckiego        |
| 12.                                                                      |                                      | Maciej Nowicki (ROAD / UD) (ur. 1941)          | 12 I 1991      | 23 XII 1991     | 345 dni             | Rząd Jana Krzysztofa Bieleckiego   |
| 13.                                                                      |                                      | Stefan Kozłowski (ur. 1928, zm. 2007)          | 23 XII 1991    | 11 VII 1992     | 201 dni             | Rząd Jana Olszewskiego             |
| 13.                                                                      | Pierwszy rząd Waldemara Pawlaka      | Stefan Kozłowski (ur. 1928, zm. 2007)          | 23 XII 1991    | 11 VII 1992     | 201 dni             |                                    |
| 14.                                                                      |                                      | Zygmunt Hortmanowicz (ur. 1938)                | 11 VII 1992    | 4 V 1993        | 297 dni             | Rząd Hanny Suchockiej              |
| 15.                                                                      |                                      | Bernard Błaszczyk (ur. 1947)                   | 4 VII 1993     | 26 X 1993       | 114 dni             | Rząd Hanny Suchockiej              |
| 16.                                                                      |                                      | Stanisław Żelichowski (PSL) (ur. 1944)         | 26 X 1993      | 31 X 1997       | 1466 dni            | Drugi rząd Waldemara Pawlaka       |
| 16.                                                                      | Rząd Józefa Oleksego                 | Stanisław Żelichowski (PSL) (ur. 1944)         | 26 X 1993      | 31 X 1997       | 1466 dni            |                                    |
| 16.                                                                      | Rząd Włodzimierza Cimoszewicza       | Stanisław Żelichowski (PSL) (ur. 1944)         | 26 X 1993      | 31 X 1997       | 1466 dni            |                                    |
| 17.                                                                      |                                      | Jan Szyszko (PC) (ur. 1944, zm. 2019)          | 31 X 1997      | 19 X 1999       | 718 dni             | Rząd Jerzego Buzka                 |
| Minister Środowiska od 10 XI 1999                                        |                                      |                                                |                |                 |                     | Rząd Jerzego Buzka                 |
| 18.                                                                      |                                      | Antoni Tokarczuk (PPChD) (ur. 1951)            | 19 X 1999      | 19 X 2001       | 731 dni             | Rząd Jerzego Buzka                 |
| (16.)                                                                    |                                      | Stanisław Żelichowski (PSL) (ur. 1944)         | 19 X 2001      | 3 III 2003      | 500 dni             | Rząd Leszka Millera                |
| 19.                                                                      |                                      | Czesław Śleziak (SLD) (ur. 1952)               | 3 III 2003     | 2 V 2004        | 426 dni             | Rząd Leszka Millera                |
| 20.                                                                      |                                      | Jerzy Swatoń (ur. 1947)                        | 2 V 2004       | 25 IV 2005      | 358 dni             | Pierwszy rząd Marka Belki          |
| 20.                                                                      | Drugi rząd Marka Belki               | Jerzy Swatoń (ur. 1947)                        | 2 V 2004       | 25 IV 2005      | 358 dni             |                                    |
| 21.                                                                      |                                      | Tomasz Podgajniak (ur. 1957)                   | 24 V 2005      | 31 X 2005       | 160 dni             |                                    |
| (17.)                                                                    |                                      | Jan Szyszko (PiS) (ur. 1944, zm. 2019)         | 31 X 2005      | 7 IX 2007       | 743 dni             | Rząd Kazimierza Marcinkiewicza     |
| (17.)                                                                    | Rząd Jarosława Kaczyńskiego          | Jan Szyszko (PiS) (ur. 1944, zm. 2019)         | 31 X 2005      | 7 IX 2007       | 743 dni             |                                    |
| (17.)                                                                    | 11 IX 2007                           | Jan Szyszko (PiS) (ur. 1944, zm. 2019)         | 16 XI 2007     |                 | 743 dni             |                                    |
| (12.)                                                                    |                                      | Maciej Nowicki (ur. 1941)                      | 16 XI 2007     | 1 II 2010       | 808 dni             | Pierwszy rząd Donalda Tuska        |
| 22.                                                                      |                                      | Andrzej Kraszewski (ur. 1948)                  | 2 II 2010      | 18 XI 2011      | 654 dni             | Pierwszy rząd Donalda Tuska        |
| 23.                                                                      |                                      | Marcin Korolec (ur. 1968)                      | 18 XI 2011     | 27 XI 2013      | 740 dni             | Drugi rząd Donalda Tuska           |
| 24.                                                                      |                                      | Maciej Grabowski (ur. 1959)                    | 27 XI 2013     | 16 XI 2015      | 719 dni             | Drugi rząd Donalda Tuska           |
| 24.                                                                      | Rząd Ewy Kopacz                      | Maciej Grabowski (ur. 1959)                    | 27 XI 2013     | 16 XI 2015      | 719 dni             |                                    |
| (17.)                                                                    |                                      | Jan Szyszko (PiS) (ur. 1944, zm. 2019)         | 16 XI 2015     | 9 I 2018        | 785 dni             | Rząd Beaty Szydło                  |
| (17.)                                                                    | Pierwszy rząd Mateusza Morawieckiego | Jan Szyszko (PiS) (ur. 1944, zm. 2019)         | 16 XI 2015     | 9 I 2018        | 785 dni             |                                    |
| 25.                                                                      |                                      | Henryk Kowalczyk (PiS) (ur. 1956)              | 9 I 2018       | 15 XI 2019      | 675 dni             |                                    |
| Minister Klimatu                                                         |                                      |                                                |                |                 |                     |                                    |
| 26.                                                                      |                                      | Michał Kurtyka (ur. 1973)                      | 15 XI 2019     | 6 X 2020        | 326 dni             | Drugi rząd Mateusza Morawieckiego  |
| Minister Środowiska                                                      |                                      |                                                |                |                 |                     |                                    |
| 27.                                                                      |                                      | Michał Woś (Solidarna Polska) (ur. 1991)       | 5 III 2020     | 6 X 2020        | 215 dni             | Drugi rząd Mateusza Morawieckiego  |
| Minister Klimatu i Środowiska                                            |                                      |                                                |                |                 |                     |                                    |
| (26.)                                                                    |                                      | Michał Kurtyka (ur. 1973)                      | 6 X 2020       | 26 X 2021       | 385 dni             | Drugi rząd Mateusza Morawieckiego  |
| 28.                                                                      |                                      | Anna Moskwa (ur. 1979)                         | 26 X 2021      | 27 XI 2023      | 762 dni             | Drugi rząd Mateusza Morawieckiego  |
| 29.                                                                      |                                      | Anna Łukaszewska-Trzeciakowska (ur. 1974)      | 27 XI 2023     | 13 XII 2023     | 16 dni              | Trzeci rząd Mateusza Morawieckiego |
| 30.                                                                      |                                      | Paulina Hennig-Kloska (Polska 2050) (ur. 1977) | 13 XII 2023    | nadal           | 457 dni             | Trzeci rząd Donalda Tuska          |